# Лорд Аннандейл
Лорд Аннандейл (англ. Lord of Annandale) — шотландский дворянский титул, использовавшийся правителями области Аннандейл, располагавшейся в Южной Шотландии, существовавший в 1124—1536 года. Первоначально он был связан с династией Брюсов. После того как её представитель стал королём Шотландии под именем «Роберт I», титул был передан Томасу Рэндольфу, 1-му графу Морею. После угасания династии Рэндольфов титул сначала перешёл к Данбарам, а в начале XV века был передан Чёрным Дугласам. В 1440 году Аннандейл был включён в состав владений шотландской короны, но позже был передан королём Яковом II своему сыну Александру, 1-му герцогу Олбани. После смерти в 1536 году его сына Джона, 2-го герцога Олбани Аннандейл окончательно вошёл в состав владений короны.
Позже в пэрстве Шотландии создавались титулы «граф Аннандейл», «граф Аннандейл и Хартфелл» и «маркиз Аннандейл»

## История

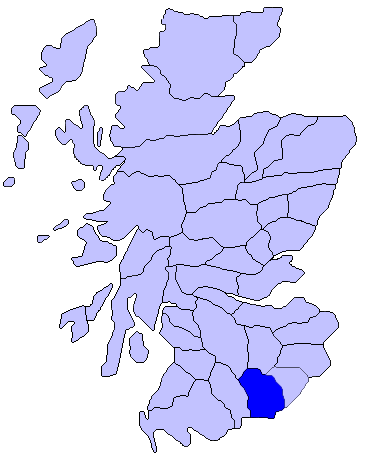
Историческая область Аннандейл на карте Шотландии

История титула первоначально связана с англо-шотландским родом Брюсов, родоначальник которого, Роберт I де Брюс (умер 11 мая 1142), происходил семьи, представители которой были вассалами герцогов Нормандии и имели владения на оконечности полуострова Котантен (Западная Нормандия). После того как королём Англии стал Генрих I, Роберт получил обширные владения в Йоркшире и Хартнессе, став одним из ведущих баронов в регионе. Позже благодаря дружбе с будущим королём Шотландии Давидом I он получил Аннандейл в Юго-Западной Шотландии, став после восшествия того на престол бароном и в Англии, и в Шотландии. После смерти Генриха I Роберт признал королём Стефана Блуаского. Когда же Шотландская армия, которую возглавлял Давид I, вторглась в Северную Англию, Брюс был вынужден отказаться от ленной присяги шотландскому королю, после чего в составе английской армии сражался в Битве штандартов, в которой шотландцы потерпели поражение. Хотя позже он примирился с Давидом I, Аннандейл был передан его младшему сыну, Роберту II, который в отличие от отца сохранил верность шотландскому королю. Большую часть английских владений унаследовал старший сын Роберта, Адам I, хотя младший брат Адама тоже унаследовал некоторые владения в Северной Шотландии — в Йоркшире и Дареме.
Роберт II построил замок Лохмабен типа «мотт и бейли», ставший новой столицей Аннандейла. Его имя присутствует в хартиях шотландских королей Давида I и Малькольма IV, однако во время правления Вильгельма I Льва он не имел такого влияния, а во время восстания Генриха Молодого короля против отца, в отличие от шотландского короля, принял сторону Генриха II Плантагенета.
Некоторые исследователи полагали, что после смерти Роберта II некоторое время лордом Аннандейла был его старший сын Роберт III, который был женат на незаконнорождённой дочери короля Вильгельма I Льва, однако сейчас принято считать, что он умер раньше отца. Поскольку детей у него не было, Аннандейл унаследовал второй сын Роберта II — Уильям (умер в 1211/1212). Судя по источникам, он не играл заметной роли в английской и шотландской политике. Его имя упоминается в английских казначейских свитках 1194—1211 годов.
Наследник Уильяма, Роберт IV (умер в 1226/1230), женился на Изабелле, дочери шотландского принца Давида, графа Хантингдона, младшего брата короля Вильгельма I Льва. Этот брак позволил потомкам Роберта претендовать на шотландскую корону после угасания Данкельдской династии. Кроме того, женитьба на родственнице короля улучшила положение семьи.
Роберт V де Брюс, сын Роберта IV и Изабеллы Хантингдонской, кроме родовых владений после смерти матери в 1252 году унаследовал её поместья в Эссексе и Гариохе (Абердиншир). Во впемя Второй баронской войны в Англии в 1263—1265 годах он поддерживал английского короля Генриха III и его наследника, будущего короля Эдуарда I. В 1270 году Роберт присутствовал на королевском совете в Скуне, на котором король Шотландии Александр III признал отказ от королевских прав на церкви Аннандейла в пользу Брюса в то время, когда епископская кафедра в Глазго вакантна. В 1271 году Роберт сопровождал принца Эдуарда в крестовом походе. 
После смерти в марте 1286 года Александра III и последующей смерти в 1290 году признанной шотландской знатью наследницей Маргарет Норвежской Девы Роберт безуспешно претендовал на шотландский трон в качестве внука по матери шотландского принца Давида Хантингдонского. Но в результате «Великой тяжбы» выступивший арбитром английский король Эдуард I признал королём Шотландии Иоанна I Баллиола. После этого Роберт V не играл никакой активной роли в политике. Его наследник, Роберт VI, который по праву жены носил титул графа Каррика, активно поддерживал отца в борьбе за престол. Но после восхождения на шотландский трон Баллиола, не желая приносить тому феодальную присягу за графство Каррик, передал его своему сыну Роберту VII, а сам удалился в английские владения семьи. После смерти отца 1295 году Роберт, унаследовавший Аннандейл, отказался приносить за него оммаж, а после того как он отказался ответить на феодальный призыв Иоанна I, лишился шотландских владений, хотя уже в 1297 году они были ему возвращены. Роберт в составе армии Эдуарда I весной 1296 года участвовал во вторжении англичан в Шотландию и битве при Данбаре, но, поскольку Эдуард I отказался сделать его королём Шотландии, вернулся в Англию, где и прожил почти до самой смерти.
Старший сын Роберта VI, Роберт VII, граф Каррик, унаследовавший после смерти отца в 1304 году Аннандейл, смог стать шотландским королём, короновавшись в 1306 году под именем «Роберт I». После смерти Эдуарда I его наследник Эдуард II не смог успешно продолжать политику отца. В результате Брюс смог одержать победу над соперниками и укрепиться на шотландском троне, а после разгрома англичан в битве при Бэннокбёрне в 1314 году английская угроза отступила.
Укрепившись на троне, король Роберт I вознаградил своих сторонников. Аннандейл он в 1318 году передал своему племяннику Томасу Рэндольф, ранее получившему титул графа Морея. В 1327 году был заключён мир с Англией. Но в 1329 году умер король Роберта I в 1329 году, оставив трон малолетнему сыну Давиде II. Хранителем (регентом) Шотландии стал граф Морей, однако он ненадолго пережил своего дядю, умерев в 1332 году. Его владения, включая Ананндейл, и должность хранителя унаследовал старший сын Томас, однако вскоре он погиб в битве при Дапплин-Муре, с которой началось новая попытка Англии подчинить Шотландию.
Поскольку Томас, 2-й граф Морей, детей не оставил, ему наследовал младший брат Джон, 3-й граф Морей. Он играл активную роль в борьбе между сторонниками Давида II и Эдуарда Баллиола, поддерживаемого англичанами в качестве претендента на шотландский трон. В 1334 году английскому королю Эдуарду III удалось возвести Баллиола на престол. За это тот передал Англии фактически всю Южную Шотландию, в том числе и большую часть Аннандейла. Однако к 1342 году сторонникам Давида II удалось отвоевать значительную часть Шотландии.
В 1346 году Давид II предпринял вторжение в Северную Англию, однако его армия была разбита в битве при Невиллс-Кроссе. Сам король попал в плен, а многие представители шотландской знати или погибли, или оказались в английском плену. Среди погибших был и Джон, граф Морей. Детей он не оставил, поэтому наследницей его владений, в том числе Аннандейла, стала сестра — Агнес, жена Патрик Данбара, графа Данбара и Марча.
После смерти бездетных Патрика Данбара и его жены Агнес права на Аннандейл перешли к новому графу Марчу — Джорджу Данбару, мать которого была сестрой Агнесы. Его усилиями к 1384 году часть Аннандейла, оккупированная англичанами, была отвоёвана, в том числе и замок Лохмабен. Граф Марч активно участвовал в пограничной войне с Англией. В 1400 году наследник шотландского престола Давид, герцог Ротсей, отказался жениться на его дочери Элизабет, с которой был давно помолвлен, сделав выбор в пользу дочери его соперника Арчибальда, графа Дугласа. Оскорблённый этим, граф Марч перешёл на службу к королю Англии Генриху IV, а его владения в Шотландии, в том числе и Аннандейл, были в 1401 году захвачены Дугласами. Хотя в 1409 году он смог вернуться в Шотландию, где ему был восстановлен титул графа Марча, Аннандейл ему не был возвращён, оставшись в руках главы Чёрных Дугласов Арчибальда, 4-го графа Дугласа.
В составе владений Чёрных Дугласов Аннандейл оставался до убийства в 1440 году на «Чёрном ужине» Уильяма, 6-го графа Дугласа, и его младшего брата. Основные владения Дугласов унаследовал его родственник Джеймс Дуглас, граф Эвондейл, однако Аннандейл был присоединён к владениям шотландской короны.
Между 1455 и 1458 годами король Яков II выделил Аннандей в числе других владений своему второму сыну Александру, получившему также титулы герцога Олбани и графа Марча. Обвинённый в 1379 году братом, королём Яковом III, в измене, он смог бежать, найдя пристанище во Франции. В 1482 году Александр заключил союз с королём Англии Эдуардом IV и в составе английской армии вторгся в Шотландию, где смог заключить брата в Эдинбургский замок. В марте 1483 года Якову III пришлось заключить с братом соглашение, по которому тот в обмен на отказ от союза с королём Англии получал полное прощение и должность генерал-лейтетенанта. Однако после смерти в апреле Эдуарда IV положение Александра пошатнулось и в июле он был отстранён от власти и был вынужден бежать. Новая попытка вторжения в Шотландию была неудачной, а в 1485 году он погиб на рыцарском турнире во Франции.
Наследник Александра, Джон, 2-й герцог Олбани, родившийся и выросший во Франции, во время смерти отца был мал; с 12 лет он жил при французском королевском дворе. После убийства в 1513 году Якова IV королём стал младенец Яков V, а Джон был его предполагаемым наследником. В 1515 году под давлением короля Франции Франциска I герцог Олбани был назначен хранителем Шотландии и отправился на родину своих предков. Однако там его воспринимали как француза, а его покровитель был занят войной в Италии, поэтому в 1517 году Джон уехал во Францию, хотя и сохранил за собой должность регента. Он дважды возвращался в Шотландию (в 1521 и 1523 годах), а в 1524 году вдовствующая королева Маргарет, мать Якова V, организовала переворот, в результате которого 12-летний король был объявлен совершеннолетним. В дальнейшем герцог Олбани вплоть служил королю Франции, хотя и продолжал играть некоторую роль в династической политике Стюартов. Он умер в 1536 году, после чего его шотландские титулы и земли отошли к короне, а французские владения были унаследованы его невесткой — Екатериной Медичи, ставшей женой французского короля Генриха II.

## Лорды Аннандейл
Брюсы
- 1134—1138: Роберт I де Брюс (умер 11 мая 1142), феодальный барон Кливленда[англ.] (Скелтона) и Хартнесса, 1-й лорд Аннандейл с 1124 года[2].
- 1138—1194: Роберт II де Брюс (после 1120 — 1194) — 2-й лорд Аннандейл с 1138 года, феодальный барон в Йоркшире и Дареме с 1142 года, сын предыдущего[4].
  - Роберт III де Брюс (умер 21 апреля до 1191)[4], сын предыдущего[5][8].
- 1194—1211/1212: Уильям (III) де Брюс (умер в 1211/1212), 3-й лорд Аннандейл и феодальный барон в Йоркшире и Дареме с 1194 года, брат предыдущего[4][6][8][6].
- 1211/1212—1226/1230: Роберт IV де Брюс (умер в 1226/1230), 4-й лорд Аннандейл и феодальный барон в Йоркшире и Дареме с 1211/1212 года, сын предыдущего[4][7][8][6]
- 1226/1230—1295: Роберт V де Брюс (около 1220 — 31 марта 1295), 5-й лорд Аннандейл и феодальный барон в Йоркшире и Дареме с 1226/1230 года, сын предыдущего[8][7][9].
- 1295—1296: Роберт VI де Брюс (1243 — между 29 марта и 4 апреля 1304), 4-й граф Каррик (по праву жены, 1271—1292), 6-й лорд Аннандейл в 1295—1296 и 1297—1304 годах, сын предыдущего[10].

Комины
- 1296—1297: Джон III Комин (ок. 1269 — 10 февраля 1306), лорд Аннандейл в 1296—1297 годах[10], лорд Баденох с 1302 года[21]

Брюсы
- 1297—1304: Роберт VI де Брюс (вторично)
- 1304—1318: Роберт VII де Брюс (1274—1329), граф Каррик с 1292 года, 7-й лорд Аннандейл (1304—1312), король Шотландии (под именем «Роберт I») с 1306 года, сын предыдущего[11].

Рэндольфы
- 1318—1332: Томас III Рэндольф (умер 20 июля 1332), 1-й граф Морей с 1312 года, лорд острова Мэн с 1317 года, 8-й лорд Аннандейл с 1318 года, племянник короля Роберта I Брюса[22][12][23]
- 1332: Томас IV Рэндольф (умер 11 августа 1332), 2-й граф Морей и 9-й лорд Аннандейл и лорд острова Мэн с 1332 года[22][12][23].
- 1332—1346: Джон Рэндольф (умер 17 октября 1346), 3-й граф Морей и 10-й лорд Аннандейл[К 1] и лорд острова Мэн с 1332 года[22][23][13].
- 1346—1367/1369: Агнес Рэндольф (умерла в 1367/1369), 4-я графиня Морей с 1346 года, 11-я леди Аннандейл[К 1] и титулярная леди острова Мэн с 1346 года, сестра предыдущего[22][23][13][16].
  - муж: Патрик V Данбар (около 1285 — 1369), 8-й граф Данбар и Марч с 1308 года, граф Морей с 1346 года[22][23][16].

Данбары
- 1369—1401: Джордж Данбар, 9-й граф Данбар и Марч с 1369 года, лорд Аннандейл[К 1] и титулярный лорд острова Мэн в 1369—1401 годах[17]

Дугласы
- 1401/1409—1424: Арчибальд Дуглас (1372 — 17 августа 1424), 4-й граф Дуглас и лорд Галлоуэй с 1400 года, лорд Аннандейл с 1401/1409 года, герцог Туреньский с 1424 года[24].
- 1424—1439: Арчибальд Дуглас (1390 — 26 июня 1439), 5-й граф Дуглас, лорд граф Уигтаун, лорд Галлоуэй, Ботвелл, Селкирк и Этрик-Форест, Эскдейл, Лодердейл и Аннандейл с 1424 года, титулярный герцог Туреньский, граф де Лонгвиль и сеньор Дён-сюр-Орон, регент Шотландии с 1437 года, сын предыдущего[25].
- 1439—1440: Уильям Дуглас (около 1424 — 24 ноября 1440), 6-й граф Дуглас, лорд граф Уигтаун, лорд Галлоуэй, Ботвелл, Селкирк и Этрик-Форест, Эскдейл, Лодердейл и Аннандейл с 1439 года, титулярный герцог Туреньский, граф де Лонгвиль и сеньор Дён-сюр-Орон, сын предыдущего[18].

Стюарты
- 1440—1455/1458: в составе владений шотландской короны
- 1455/1458—1485: Александр Стюарт (1454 — 7 августа 1485), герцог Олбани, граф Марч, лорд Аннандейл и острова Мэн в 1455/1458—1483 годах, граф Мар и Гариох в 1482—1483 годах, сын короля Шотландии Якова II[19].
- 1485—1536: Джон Стюарт (1481 — 2 июля 1536), 2-й герцог Олбани, граф Марч, лорд Аннандейл и острова Мэн с 1485 года, сын предыдущего[20].